# Orientin
Orientin ist ein natürlich vorkommendes, glycosiliertes Flavonoid, genauer ein glycosiliertes Flavon. Als isolierte Substanz liegt es in der Form eines gelben Feststoffs vor.

## Vorkommen
Orientin kommt in vielen verschiedenen Pflanzen, darunter dem Mönchspfeffer (Vitex agnus-castus), dem Tamarindenbaum (Tamarindus indica), dem Gemeinem Lein (Linum usitatissimum), dem Hanf (Cannabis sativa), dem Buchweizen (Fagopyrum esculentum), der Amerikanischen Heidelbeere (Vaccinium corymbosum), der Passionsblume (Passiflora incarnata), Rooibos, einigen Bambussorten, Gerste (Hordeum vulgare) und der Japanischen Sumpf-Schwertlilie, vor.

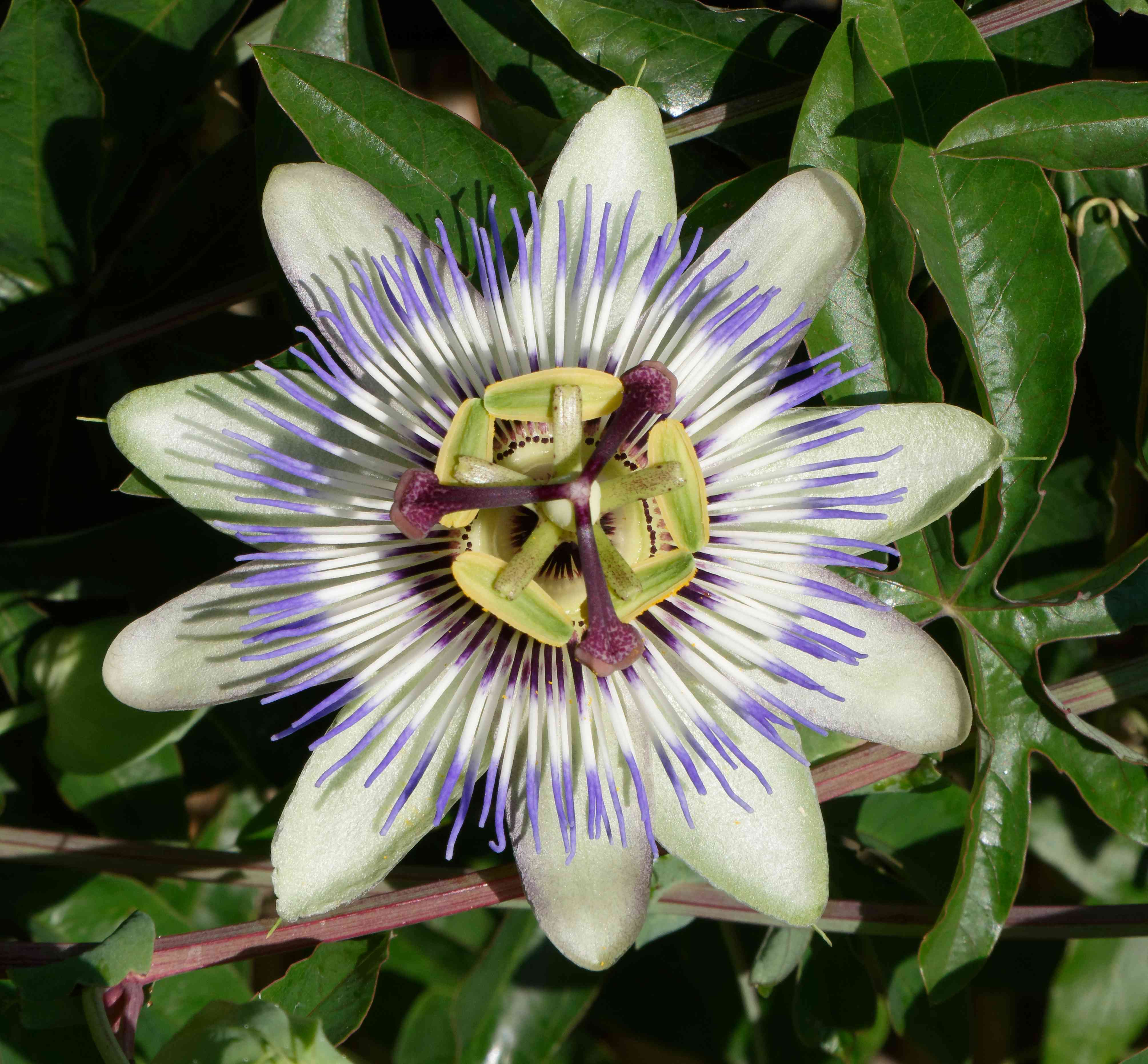
Blaue Passionsblume
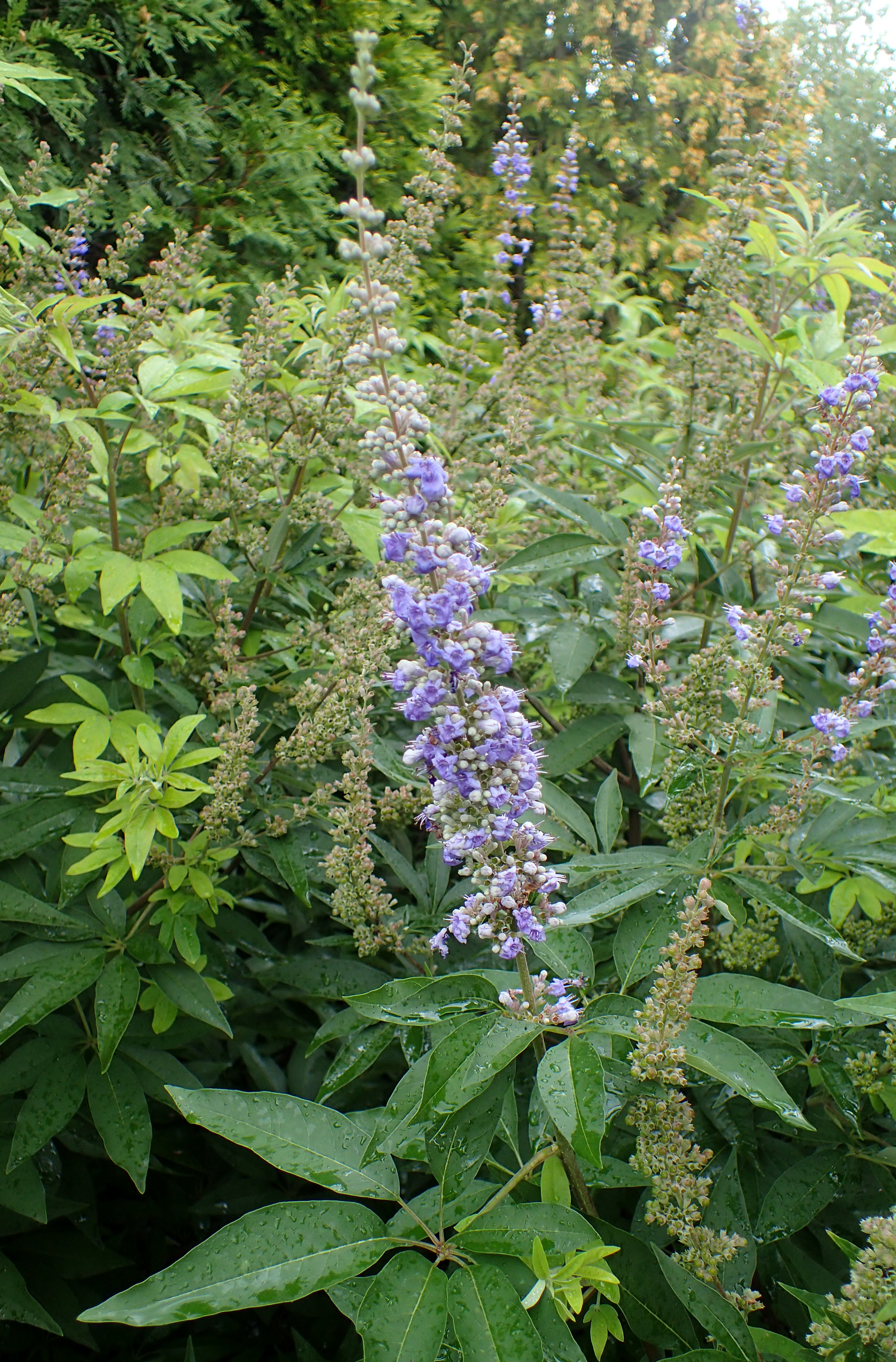
Mönchspfeffer
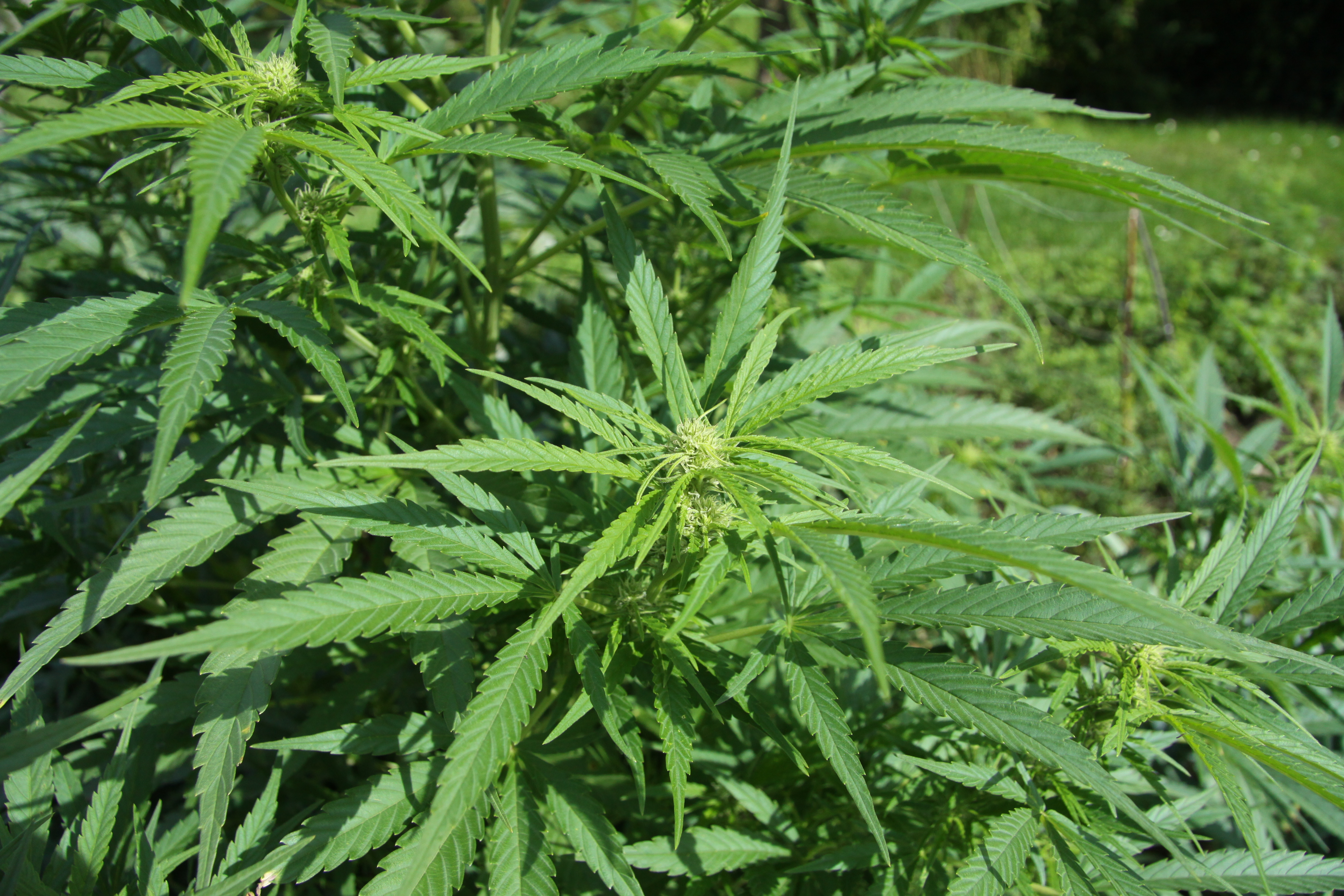
Hanf
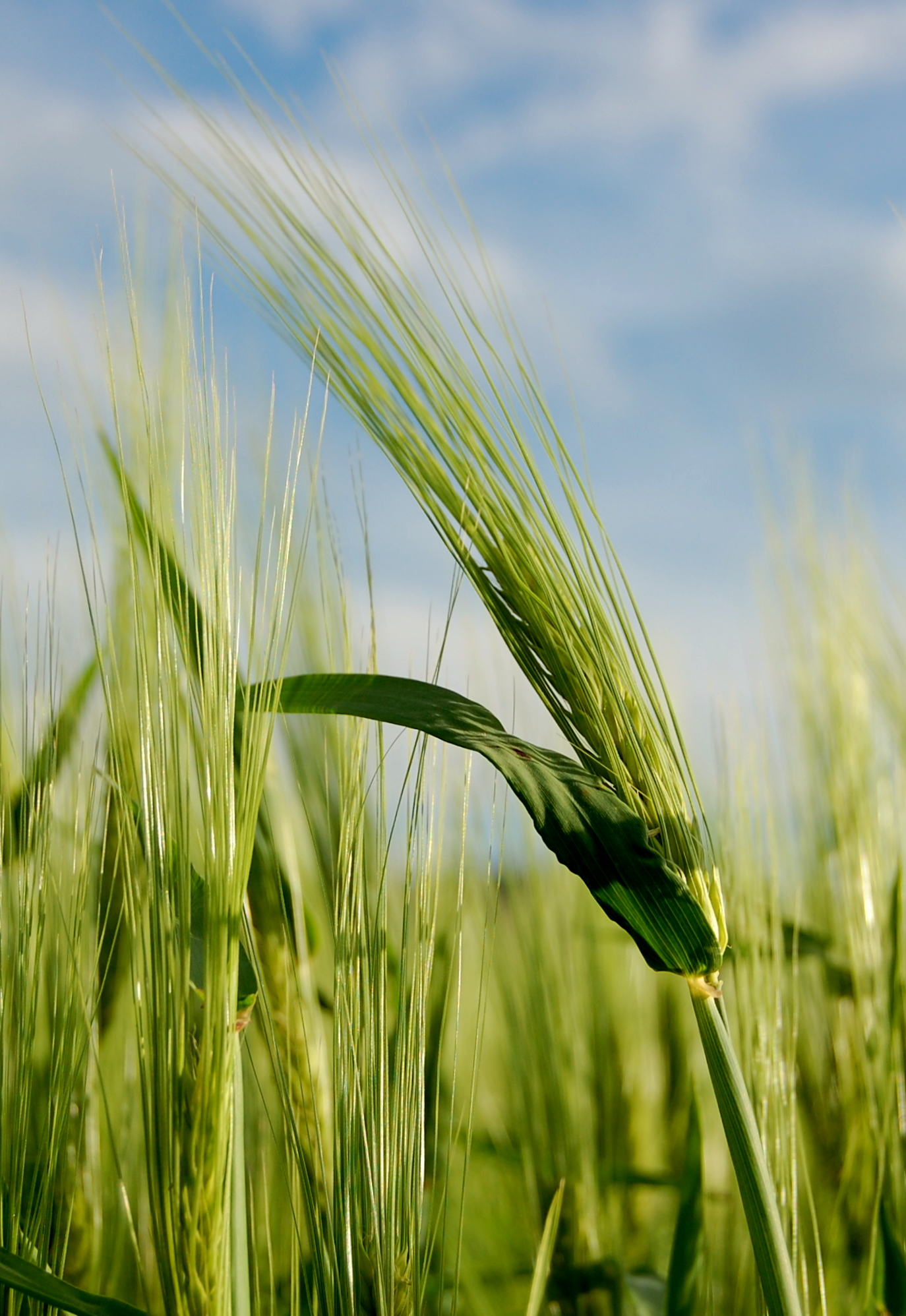
Gerste

## Biologische Wirkung
Orientin besitzt eine antioxidative Wirkung. Im Tierversuch wirkt es außerdem entzündungshemmend.

## Isomere
Das Regioisomer Isoorientin ist ebenfalls als Naturprodukt in verschiedenen Pflanzen, darunter Bambus und Passionsfrucht, vorhanden.